# Rhamphophasma japanicum
Rhamphophasma japanicum är en insektsart som beskrevs av Brunner von Wattenwyl 1907. Rhamphophasma japanicum ingår i släktet Rhamphophasma och familjen Phasmatidae. Inga underarter finns listade i Catalogue of Life.